# Yucatán
Pour les articles homonymes, voir Yucatán (homonymie).
Le Yucatán (/ʝu.ka.ˈtan/ ), officiellement l'État libre et souverain de Yucatán (en espagnol : Estado Libre y Soberano de Yucatán ; en maya yucatèque : Xóot' Noj Lu'umil Yúukatan), est situé dans le sud-est du Mexique, sur la péninsule du Yucatán, qu'il partage avec deux autres États mexicains : le Campeche à son sud-ouest et le Quintana Roo à l'est. Au nord, il est bordé par le golfe du Mexique. Sa capitale Mérida compte près de la moitié des environ 2,1 millions d'habitants (2015) de l'état, qui s'étend sur 38 402 km2 et compte 106 municipalités.
L’État de Yucatán est connu pour son site archéologique de Chichén Itzá avec sa pyramide de Kukulcán, temple précolombien, érigé par les Mayas il y a plus de mille ans. Ce site est inscrit au patrimoine mondial de l'UNESCO et fait partie de la liste des « Sept nouvelles merveilles du monde » établie en 2007. Une fraction importante de la population parle encore le maya yucatèque.

## Origine du nom
L'hagiographie des conquistadors fait venir le mot Yucatán d'une mauvaise interprétation des Espagnols à leur arrivée dans cette région peuplée de Mayas. Une anecdote relatée comme une farce en 1541 par le franciscain Toribio de Benavente dans son Histoire des indiens de la Nouvelle Espagne et reprise en 1566 par l'archevêque Diego de Landa dans sa Relation des affaires du Yucatan veut qu'ils aient créé ce toponyme en interprétant librement les paroles des Amérindiens : Ma c'ubah than (« Nous ne comprenons pas vos paroles »).
Une autre explication voit dans Yucatán la combinaison de deux mots locaux, yuka (= tuer) et yetá (= beaucoup)[réf. nécessaire], allusion au fait que les Mayas y furent exterminés, par des bactéries et maladies multiples transmises par les animaux d'élevage et domestiques envoyés en masse par les conquistadors. Une troisième explication tiendrait dans la phrase « U Yu c-atan » qui signifie « les colliers de nos épouses » qui auraient été remis en cadeau à des colons en remerciement de leur sollicitude. Aucune de ces étymologies populaires ou littéraires n'est documentée, et toutes reposent sur des reconstitutions a posteriori à partir du maya, quitte à inventer une anecdote qui à force d'être reprise revêt l'apparence de la tradition.
En 1890, dans son Étude philologique relative au nom d'Amérique et à celui de Yucatan, l'évêque de Yucatan Crescencio Carrillo y Ancona (1837-1897), membre de la Société mexicaine de géographie et statistiques, de la Société d'ethnologie américaine de New York et de l'Association de philosophie américaine de Philadelphie, relève, dans le codex Chumayel du Chilam Balam, l'homonymie de Yucalpeten, qui désigne le territoire des Itzá, et de Yucatan. Il l'explique par l'équivalence entre peten, qui signifie « territoire », et sa métaphore tan, qui signifie « épouse », la terre étant comparée à une mère et ses habitants à ses enfants. L'élision du l devant le t serait typique du maya ou une prononciation espagnole fautive, ou les deux. Yucal, de yu (« collier », « perle ») et cal (« gorge »), désigne ces colliers de prestige faits en perles de jade et de turquoise qui recouvrent la poitrine. Ainsi, le nom de Yucatan désigne un territoire de prestige, une sorte d'apanage, emphatiquement comparée à la dot d'une riche héritière.
L'étymologie « terre du yuca » donnée au XVIe siècle par Bernal Díaz del Castillo dans son Histoire véridique de la conquête de la Nouvelle-Espagne, n'est donc qu'à moitié plausible. Tan (« épouse ») peut effectivement désigner un territoire, mais yuca vient de yucca (manioc)  qui est arawak taïno et non maya (encore qu'il pourrait y avoir été adopté de même qu'il se retrouve dans le tupi oca (« racine »)).

## Histoire
Les cénotes ont révélé de nombreux squelettes de paléoaméricains (remontant jusqu'à 13 000 ans).
La périodisation de la Mésoamérique reconnaît un préclassique mésoaméricain, antérieur à la sédentarisation et à l'agriculture, mais aussi au développement de la civilisation maya.
Dans la région, la consommation du maïs est attestée vers -4 500 et sa culture, vers -3 600 ans, alors qu'on observe une migration en provenance de l'amérique centrale contribuant à 50% des lignées postérieures. La migration est concommitante à la déforestation et la culture du maïs, et sa source est apparentée aux Chibchas (en Colombie). Le manioc et les piments (Capsicum sp.) étaient transformés au cours de l'Holocène moyen, peut-être également dès 4 500 ans avant notre ère.

Les chefferies mayas au XVIe siècle d'après Ralph Roys.

Les villes Mayas d'Uxmal et de Chichén Itzá se développent à partir du VIIIe siècle apr. J.-C., mais déclinent rapidement et brutalement au tournant du Ier millénaire. L'ancienne Tiho, ou Ichcanziho, était l'une des principales villes de la province maya de Chacán. 
Toutes ces villes ont perdu toute importance, et sont recouvertes par la forêt, mais les Mayas sont toujours là quand les conquistadors arrivent après avoir conquis le Mexique. Dans la péninsule, les Mayas étaient organisés en nombreuses chefferies rivales ou alliées, qui s'allièrent ou combattirent les Espagnols.
Le conquistador Francisco de Montejo fonde la ville de Mérida le 6 janvier 1542 (cette ville possède un homonyme en Espagne). Cette fondation marqua l'occupation définitive de la région par les Espagnols. Leurs alliés indiens (dont les Xiu, fondateurs d'Uxmal dont le site est 80 km au sud de Mérida) conservent des droits, les autres sont la proie de l'encomienda, un système servile. Au fil du temps se constitue une société créole, hispanisée, christianisée et stratifiée, et qui sera plus tard illustrée par la guerre des castes : en haut, les criollos, en bas les indigènes, et entre les deux les mestizos et les ladinos.
L'empire espagnol rattache la région au Mexique, et elle rejoint l'empire mexicain après la guerre d'indépendance du Mexique. Opposée au centralisme de la réforme constitutionnelle de 1835, elle se déclare indépendante et forme la République du Yucatán en 1841. Elle occupe alors la totalité de la péninsule. De nouveau rattachée au Mexique, mais avec une autonomie exceptionnelle, entre fin 1843 et fin 1845, puis de nouveau indépendante, elle finit par être définitivement réintégrée à sa demande pour faire face à la double guerre civile qui la déchire : le conflit entre Mérida et le district de Campeche (qui fait même appel au États-Unis d'Amérique), et le conflit social appelé guerre des castes (qui durera jusqu'au début du XXe siècle). En 1858 Campeche se sépare (et sera reconnu comme état au sein du Mexique en 1863), et en 1902 c'est au tour du Quintana Roo d'être séparé. 
Le nom autochtone de la péninsule du Yucatán, et non du seul territoire Itzá, était Mayab qui signifie en maya « pas beaucoup » (ma : négation, ya'ab : « beaucoup »).

## Culture
La culture du Yucatan est illustrée par la culture maya ; Les Mayas étaient une civilisation mésoaméricaine qui s'est développée au Mexique (dans les États du Yucatán, Campeche, Quintana Roo, Chiapas et Tabasco), au Guatemala, au Belize et dans la partie occidentale du Honduras et du Salvador.

Les Yucatèques ont été chargés de mettre en valeur leurs styles musicaux au niveau régional et national. Par exemple, la jarana est l'une des danses indigènes du territoire qui les accompagne parfois. Le mélange entre l'influence hispanique et l'origine indigène caractérise ces représentations culturelles depuis plusieurs siècles.

### Cuisine
- Dzotobilchay
- Poulet mukbil

## Démographie
| Année | Population | Évolution |
| ----- | ---------- | --------- |
| 1950  | 516 899    |           |
| 1960  | 614 049    |           |
| 1970  | 758 355    |           |
| 1980  | 1 063 733  |           |
| 1990  | 1 362 940  |           |
| 2000  | 1 658 210  |           |
| 2010  | 1 955 577  |           |
| 2015  | 2 097 175  |           |

## Géographie

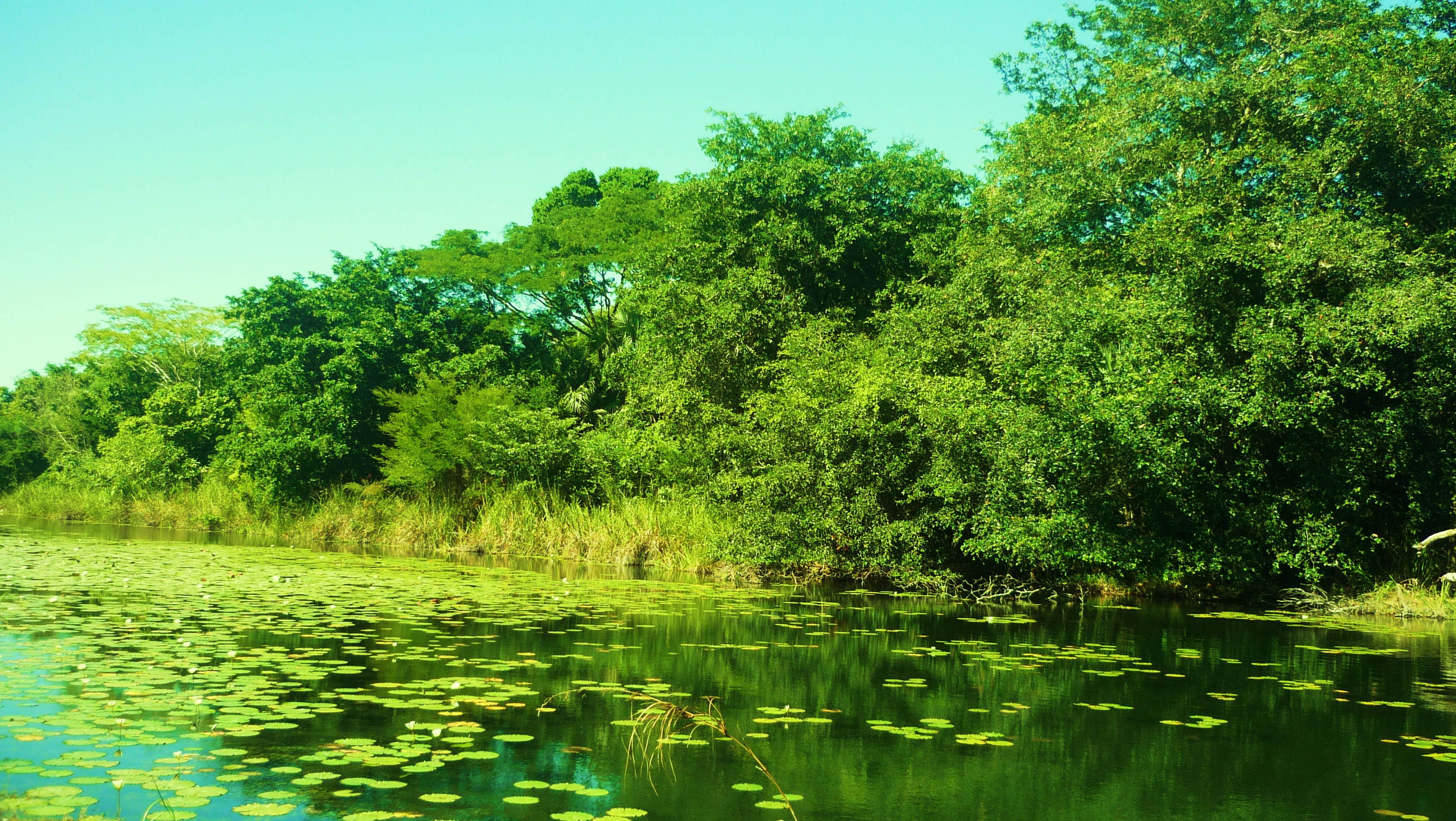
Petén

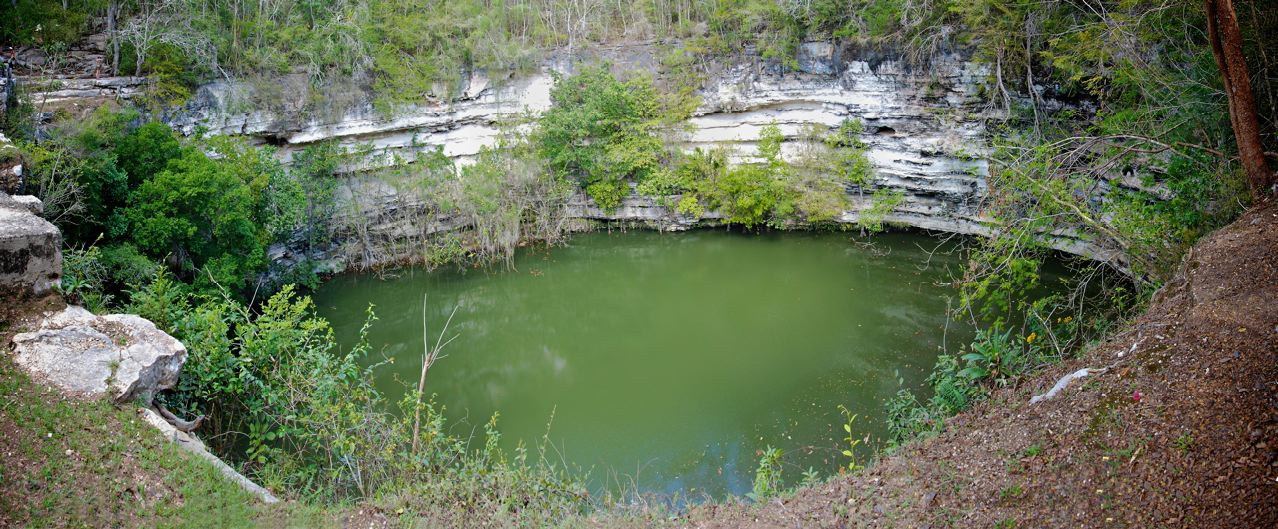
Cénote

- Géographie du Yucatan (es)

### Hydrologie
- Cénote
- Petén (écosystème) (es), caractéristique du Yucatan

### Paysages et végétation
La péninsule du Yucatán est couverte de forêt sèche, extrêmement dense, bordée sur le littoral du golfe du Mexique, de vastes mangroves.

## Climat
Le Yucatán bénéficie d'un climat subéquatorial [réf. souhaitée].

### Flore et faune
La péninsule du Yucatán abrite des colonies de flamants des Caraïbes. Au large, les eaux sont habitées par les requins-baleines, surtout entre juin et septembre. Les 11 000 km de côtes, mangroves et lagunes abritent les échassiers, les hérons, les lamantins et les tortues marines.
| Flore et faune              |                  |                          |                      |                  |
|                             |                  |                          |                      |                  |
| Campylorhynchus yucatanicus | Cerf de Virginie | Tortue imbriquée         | Flamant des Caraïbes | Canard musqué    |
|                             |                  |                          |                      |                  |
| Jaguar                      | Dindon ocellé    | Pécari à lèvres blanches | Ocelot               | Boa constricteur |
|                             |                  |                          |                      |                  |
| Ceiba pentandra             | Guanacaste       | Aloe vera                | Cactus rustique      | Roucou           |